# 인모비
인모비(InMobi, 구 mKhoj)는 벵갈루루에 본사를 둔 인도의 다국적 기술 회사이다. 모바일 우선 플랫폼을 통해 브랜드, 개발자 및 게시자는 상황에 맞는 모바일 광고를 통해 소비자의 참여를 유도할 수 있다. 이 회사는 2007년 나빈 테와리, 모히트 삭세나, 아미트 굽타 및 아바이 싱할에 의해 mKhoj라는 이름으로 설립되었다.
2008년에는 SMS 기반 서비스에서 모바일 광고로 서비스를 강화하고 인모비(InMobi)로 브랜드를 변경했다. 2011년 인모비는 인도 최초의 유니콘 스타트업 회사가 되었다. 5개 대륙, 12개국에 22개 사무소를 두고 있으며 약 2,500명의 직원을 고용하고 있다.
이 회사는 소프트뱅크 그룹, 클라이너 퍼킨스 코필드 앤 바이어스 및 램 슈리램의 셰르팔로 벤처스의 지원을 받는다. 2007년 50만 달러, 2008년 시리즈 A 펀딩 710만 달러, 2010년 시리즈 B 펀딩 800만 달러, 2011년 시리즈 C 펀딩 2억 달러 등 세 차례 펀딩을 통해 총 2억 1560만 달러를 모금했다.

## 같이 보기
- 구글 애드몹